# Rakev ve snu viděti…
„Rakev ve snu viděti…“ je československá filmová kriminální komedie režiséra Jaroslava Macha s Bohumilem Šmídou v hlavní roli, natočená v roce 1968.
Kreslíř Jiří Winter Neprakta vytvořil pro film nejen filmový plakát, ale i reklamy exkluzivního hotelu U bezhlavého rytíře a též dvoje titulky. První titulky nebyly z politického hlediska schváleny.

## Děj
Film volně navazuje na velmi úspěšnou filmovou kriminální komedii Nahá pastýřka z roku 1966. Děj se odehrává na zámku Ronov (natáčeno na zámku Orlík) jako film Nahá pastýřka. Zámek byl přestavěn na hotel U bezhlavého rytíře, jehož vedoucím je Felix Pacínek (Bohumil Šmída). V nabídce hotelu jsou v nabídce netradiční služby, jako např. svatba v mučírně, hostina v hladomorně, únos Černým hulánem či nocleh v rodinné hrobce pánu z Ronova. Kvůli tomu hotelu hrozí zavření, přičemž z nesnází se mu snaží pomoci kapitán VB Tronda (Vladimír Menšík), který mj. doporučuje vedoucímu Pacínkovi knihu „Klub podivných živností“ od G.K. Chestertona, kde se skutečně hovoří o vysazování macešek do podoby nápisů, které vyhrožují smrtí. Pacínka tato kniha inspiruje k vysazení nápisu „Všichni zemřete“.

## Obsazení
| Bohumil Šmída          | vedoucí hotelu Felix Pacínek                          |
| Jaroslava Obermaierová | zpěvačka Zuzana Korejsová / pokladní Božena Klečáková |
| Zdeněk Dítě            | lupič a dirigent jazzového orchestru Rudolf Vengloš   |
| Čestmír Řanda          | lupič a saxofonista Milan Weyr                        |
| Lubomír Kostelka       | lupič a trumpetista Čestmír Kosík                     |
| František Peterka      | lupič a hráč na bicí Josef Balda                      |
| Pavel Landovský        | lupič a basista Zdeněk Štýbr                          |
| Vladimír Menšík        | kapitán VB Tronda                                     |
| Jan Skopeček           | major VB Jarda Bergl                                  |
| Zdeněk Řehoř           | kriminalista Patras                                   |
| Oldřich Velen          | kapitán VB Václav Roj                                 |
| Libuše Havelková       | houslistka Ema, Kosíkova žena                         |
| Slávka Budínová        | zralá dáma                                            |
| Kateřina Klumparová    | Květuška, Pacínkova žena                              |
| Miloš Nedbal           | profesor Nykl                                         |
| Václav Lohniský        | vrchní číšník Stěhule                                 |
| Josef Chvalina         | náměstek ředitele                                     |
| Vladimír Jedenáctík    | porybný Ventura                                       |
| Béďa Lak               | kustod                                                |

Dále hrají: Consuela Morávková (nevěsta Blanka Svobodová), Jan Pohan (ženich Richard Bezděk), Vilda Marzin (doktor Pavlousek), František Miroslav Doubrava (ženich Arnošt Velebný), Helena Růžičková (nevěsta Antonie Drobná), Arnošt Faltýnek (strejda), Zora Polanová (úřednice banky), Lubomír Bryg (hlavní pokladník), Antonín Soukup (dědeček), Jindřich Blažíček (host), Miroslav Homola (vedoucí), Gino Hašler, Rudolf Kudrnáč a Ferdinand Šafránek (novináři), Vladimír Linka, Jiřina Součková a Jana Krampolová (pokladní), Ladislav Mrnka (vazoun), Vítězslav Černý, Josef Koza a Vojtěch Kheck (příslušníci VB), Zdeněk Týle (průvodčí), František Závěta (číšník), Josef Šulc (kriminalista), kouzelník Karlini, Skupina historického šermu "Mušketýři a bandité" ÚDA a Duo Štandy.

## Tvůrci a štáb
- Režie: Jaroslav Mach
- Původní filmový námět: Jiří Karásek, Jaroslav Mach
- Scénář: Jiří Karásek, František Břetislav Kunc, Jaroslav Mach
- Dramaturg: Václav Nývlt, Jan Libora
- Kamera: Jiří Tarantík
- Vedoucí výroby: Miloš Stejskal
- Hudba: Ferdinand Havlík
- Nahrál: Orchestr Ferdinanda Havlíka a Filmový symfonický orchestr (řídil František Belfín)
- Výtvarník kostýmů: Jan Kropáček
- Výtvarník dekorací: Karel Černý
- Výtvarná spolupráce: Jiří Winter Neprakta
- Zvuk: Roman Hloch
- Střih: Zdeněk Stehlík
- Umělecký maskér: Stanislav Petřek
- Dále spolupracovali: Vladimír Mácha (výprava), Miloslava Skořepová, Daniela Burgetová a František Kauler (kostýmy), Eliška Štíbrová (pomocná režisérka), Karel Brchel (asistent režie), Zdenka Karlovská (skriptka), Jan Kváča (II. kameraman), Bohumil Paris (asistent kamery), Rudolf Buneš a Anna Volšičková (maskéři), Jaromír Kallista a Jaroslav Koucký (zástupci vedoucího výroby), Vít Pešina (asistent výroby), Bohumil Dudař (asistent architekta), Miloslava Vojnová (asistentka střihu), Jaroslav Trousil a Karel Ješátko (fotoreportéři)

## Návštěvnost
Od své premiéry v červenci 1968 až do 31. prosince 1975, kdy byl vyřazen z distribuce, vidělo film v českých kinech v rámci 5 019 představení celkem 521 621 diváků.